# Dämsjön, Småland
Dämsjön är en sjö i Kalmar kommun i Småland och ingår i Alsterån-Snärjebäckens kustområde.